# Расселл, Энди (футболист)
Энди Расселл (англ. Andy Russell, кит. трад. 羅素; 21 ноября 1987, Саутгемптон, Великобритания) — гонконгский футболист, защитник китайского клуба «Хэбэй Чайна Форчун» и сборной Гонконга.

## Биография
Родился 21 ноября 1987 году в Саутгемптоне, но в 18 месяцев переехал с семьёй в Гонконг. Свой первый сезон на профессиональном уровне провёл в 2008—2009 годах в клубе «Хэппи-Вэлли», за который сыграл 12 матчей в чемпионате Гонконга. В 2009 году Расселл вернулся в Англию, чтобы поступить в Манчестерский университет. Параллельно продолжал играть в футбол, выступал за клубы 7 и 8 дивизионов Англии «Моссли», «Чорли» и «Файлд». Закончив обучение, вернулся в Гонконг, где стал игроком местного клуба «Саут Чайна», в котором провёл три сезона. В начале 2017 года сыграл 8 матчей в чемпионате Малайзии за ФК «Пинанг», но летом того же года перешёл в гонконгский «Тай По». Сезон 2018 отыграл в Китае, за команду первого дивизиона «Ляонин Хувин». 25 февраля 2019 года подписал контракт с клубом китайской Суперлиги «Хэбэй Чайна Форчун».
С 2016 года выступает за сборную Гонконга. Дебютировал за национальную команду 24 марта 2016 года, отыграв весь матч против сборной Катара в рамках отборочного турнира чемпионата мира 2018.